# Río Bomboiza
Río Bomboiza är ett vattendrag i Ecuador.   Det ligger i provinsen Morona Santiago, i den södra delen av landet, 400 km söder om huvudstaden Quito.